# Rachel Billington

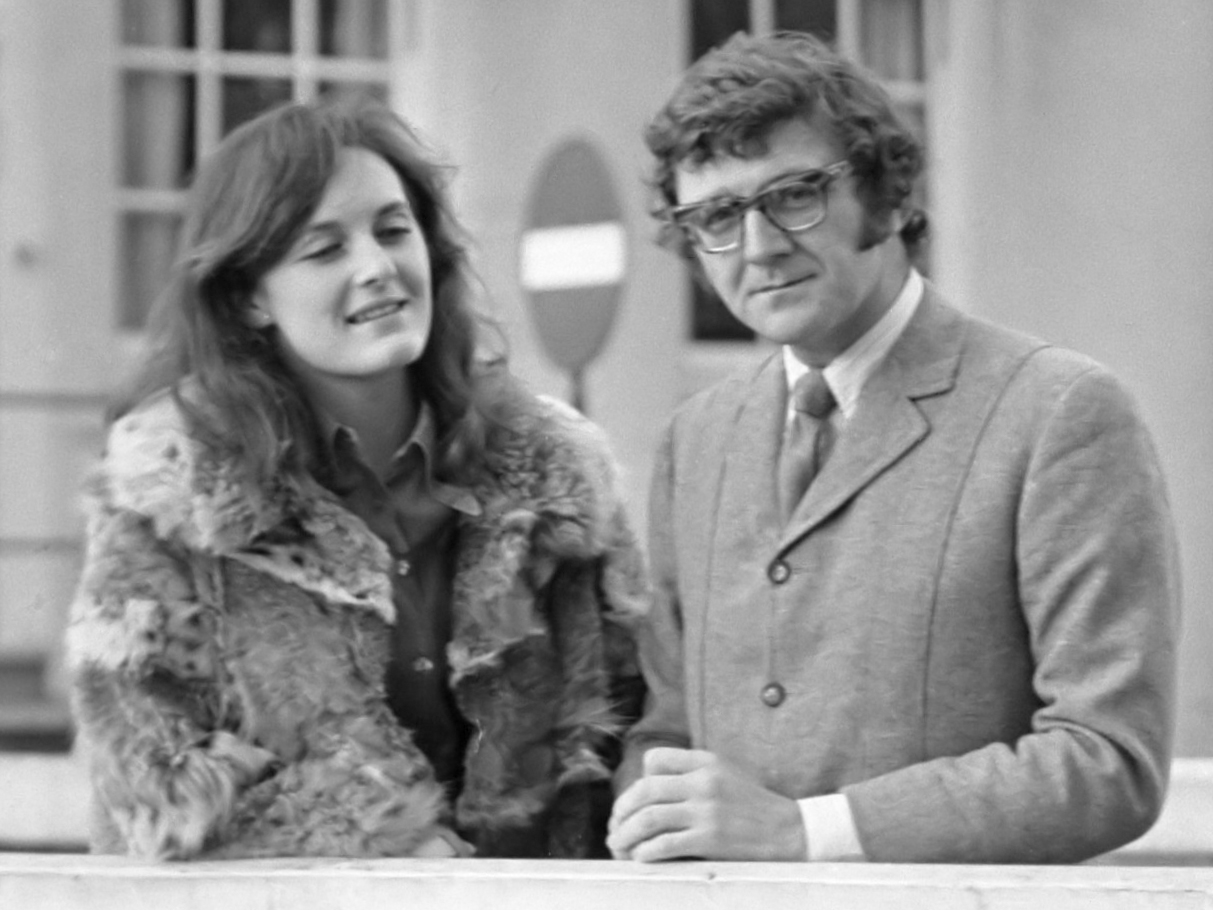
Rachel und Kevin Billington (1968)

Lady Rachel Mary Billington, OBE (* 11. April 1942 in Bayswater, London als Rachel Mary Pakenham) ist eine britische Schriftstellerin, Journalistin, ehemalige Präsidentin und derzeitige Vize-Präsidentin der englischen P.E.N.

## Leben
Lady Rachel Mary Pakenhams Familie stammt aus der irisch-englischen Aristokratie. Ihr Vater war Frank Pakenham, 7. Earl of Longford (1905–2001), ein Universitätsdozent für Politik in Oxford, der vergeblich als Labour-Abgeordneter für das Unterhaus kandidierte und nach dem Krieg ins Oberhaus einzog, wo er als Gegner der Pornografie bekannt wurde. Auch Antonia Pakenhams Mutter, Elizabeth Harman (1906–2002), eine anerkannte Historikerin, verfasste mehr als ein Dutzend Bücher. Zusammen mit ihren Geschwistern wuchs sie in einer Welt der Literatur hinein und, noch ungewöhnlicher, eine Welt von Anglikanern, die zum Katholizismus übertraten. 
Seit dem 16. Dezember 1967 ist sie mit dem englischen Regisseur Kevin Billington (* 1934) verheiratet, mit dem sie zwei Töchter und zwei Söhne hat. Heute lebt das Ehepaar abwechselnd in London und in Dorset.